# Station Banteer
Station Banteer is een spoorwegstation in Banteer in het Ierse graafschap Cork. Het station ligt aan de lijn Dublin - Tralee. Via Mallow is er een directe aansluiting naar Cork.